# Lispe leucosticta
Lispe leucosticta är en tvåvingeart som beskrevs av Stein 1918. Lispe leucosticta ingår i släktet Lispe och familjen husflugor.
Artens utbredningsområde är Madagaskar. Inga underarter finns listade i Catalogue of Life.